# Mercado de abastos de Burriana

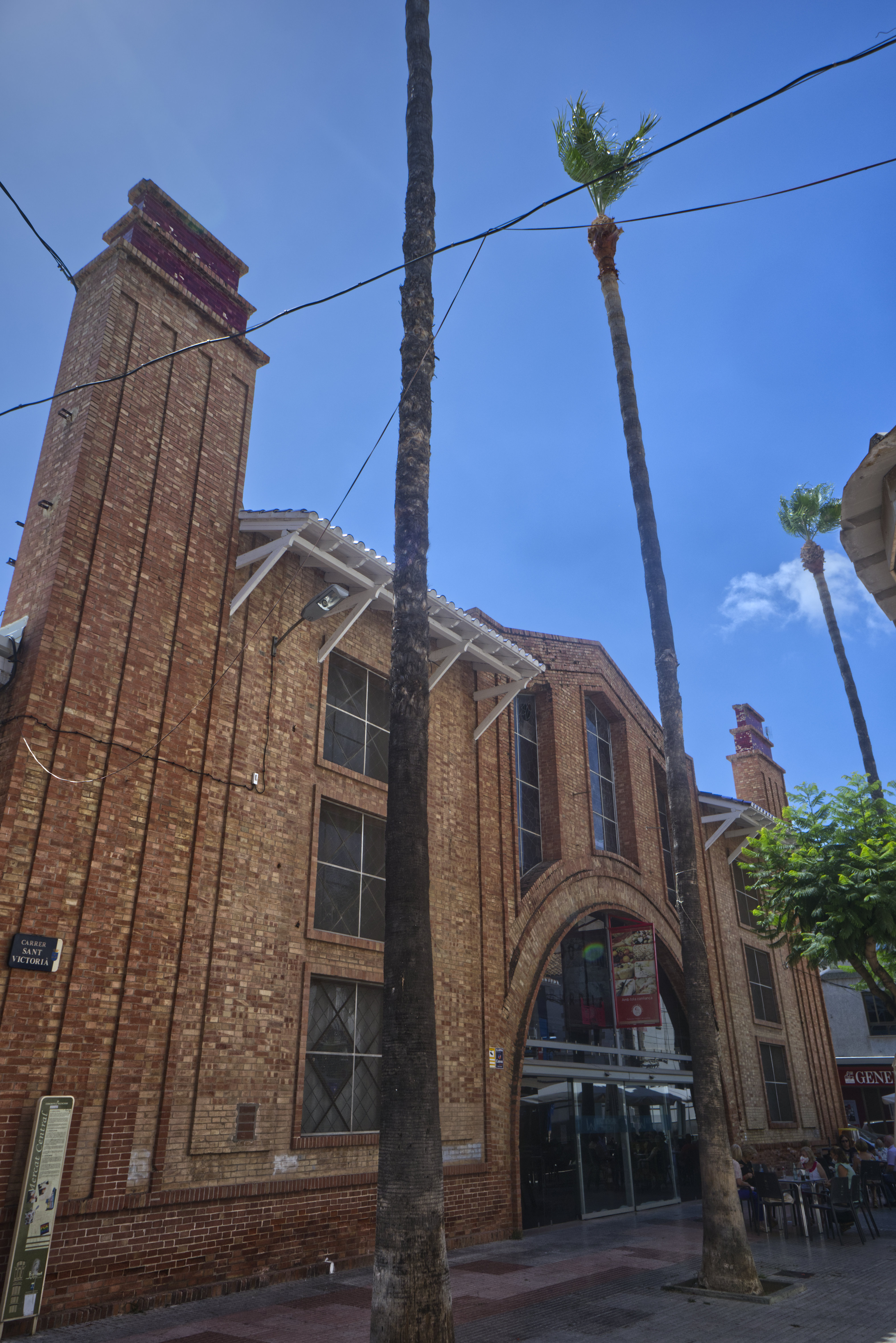
Mercado central de Burriana

El mercado de abastos de Burriana (Castellón) España, del arquitecto Enrique Pecourt, se construyó en 1930. El mercado se sitúa en la zona de Ensanche Este de la ciudad, en el Barrio de la Merced, ocupando una manzana rectangular con fachadas a las calles La Tanda, San Victoriano y Colón.

## Descripción
En el esquema funcional y formal del mercado podemos encontrar ciertas referencias con el mercado de Colón de Francisco Mora en Valencia también de nave única. El volumen principal, con cubierta ligera a dos aguas y perfilería vista, se remata lateralmente con dos cuerpos volados ligeros. En la fachada se toman referencias como el arco, las pilastras, el remate, la utilización del ladrillo rojo etc. pero con un resultado muy distinto en cuanto al lenguaje.
Mientras el mercado de Colón en Valencia, construido 15 años antes, se enmarca dentro de un lenguaje modernista, comparable con la arquitectura francesa y catalana de la época, en la que el ornamento con figuras orgánicas que destacan sobre el ladrillo culmina la obra. En el mercado de Burriana destaca la simplicidad y el despojo de todos los ornamentos superfluos destacando la propia arquitectura y utilizando como recurso compositivo y ornamental la puesta en valor de los propios elementos de la arquitectura a través de relieves y rehundidos enmarcando los huecos. Este lenguaje, más próximo a la arquitectura centroeuropea de la sezession, marca unas pautas que se aproximan o sirven de preámbulo a la arquitectura racionalista.
El edificio combina en sus fachadas los paramentos de ladrillo y cerámico con los grandes huecos acristalados que iluminan generosamente el interior del mercado, destacando las vidrieras policromas con referencias al comercio e industria de la ciudad. Las fachadas laterales se resuelven con mayor ligereza y con un interesante juego de los paramentos macizos revestidos de cerámica vidriada roja en la parte inferior y acristalado en la parte superior. Las cubiertas de cuchillería vista pertenecen a la firma valenciana Hijo de Miguel Mateu, y muestran la realidad constructiva con todo su valor.
La organización funcional y circulación se resuelve con un esquema de acceso principal en el sentido longitudinal de la nave y con accesos secundarios dispuestos transversalmente centrados en las fachadas laterales. En el interior destaca una fuente de barroco brocal rematada con una farola y los bajorrelieves junto a las puertas que se atribuyen al escultor Ricardo Romero Baixauri. En el año 1986 se realizó una reforma interior del edificio en la que se cambió la distribución interior, se retiró la fuente y se agregaron casetas para la venta.